# Nannastacus unguiculatus
Nannastacus unguiculatus är en kräftdjursart som först beskrevs av Charles Spence Bate 1859.  Nannastacus unguiculatus ingår i släktet Nannastacus och familjen Nannastacidae. Inga underarter finns listade i Catalogue of Life.